# Gardiner Expressway

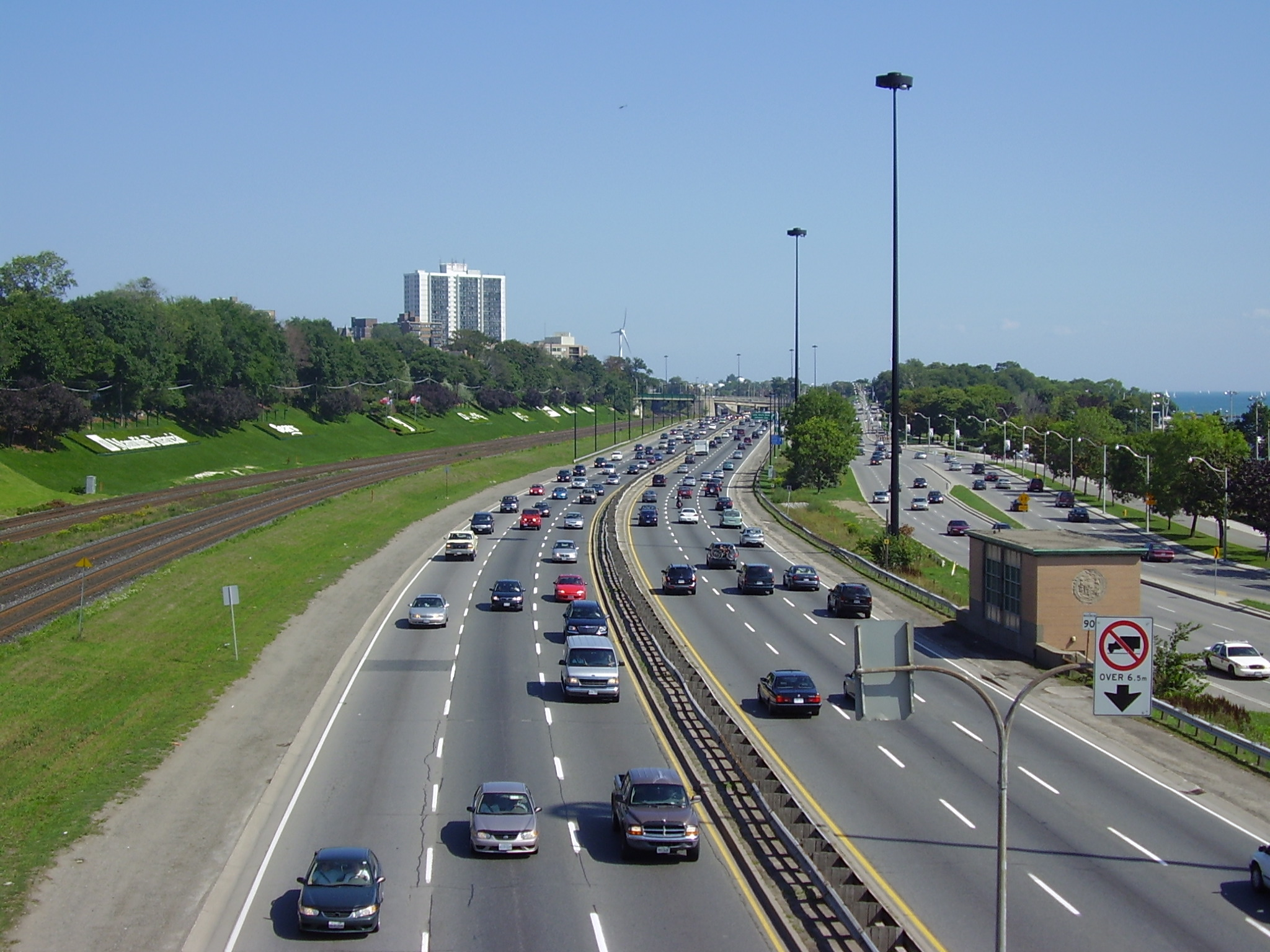
Gardiner Expressway

Der Gardiner Expressway (offiziell: Frederick G. Gardiner Expressway) ist eine Stadtautobahn, welche die Innenstadt Torontos mit ihren westlichen Vororten verbindet. Sie verläuft weitestgehend parallel und in Nähe zum Ontariosee und mündet in den Highway 427 und den Queen Elizabeth Way. Die Autobahn ist nach Frederick Gardiner (1895–1983), dem Verwaltungsvorsitzenden von Metropolitan Toronto, benannt.
1955 begann der Bau des Gardiner Expressway, der etappenweise erfolgte. Das letzte Teilstück wurde 1966 fertiggestellt. Die Baukosten beliefen sich auf rund 110 Millionen Kanadische Dollar, was inflationsbereinigt 2006 etwa 700 Millionen Dollar entsprach.
Der Highway wurde als „eine veraltete, bröckelnde und häufig verstopfte Autobahn“ beschrieben. Insbesondere für den erhöhten Abschnitt, dessen Zustand sich im Laufe der Jahre verschlechtert hat, wurden Mitte der 1990er Jahre umfangreiche Reparaturen durchgeführt, zeitgleich mit einer bedeutenden kommerziellen und Wohnentwicklung in der Umgebung. Aufgrund seiner begrenzten Kapazität und des hohen Wartungsaufwands war der Gardiner Gegenstand mehrerer Vorschläge, ihn abzureißen oder im Rahmen der Revitalisierung des Stadtzentrums in den Untergrund zu verlegen. Ein Abschnitt östlich des Don River wurde 2001 abgerissen. Die Stadt Toronto gab eine Studie über mögliche Optionen (Erhalt, Abriss, Wiederaufbau) für den Abschnitt östlich der Jarvis Street bis zum Don River in Auftrag und der Stadtrat stimmte im Juni 2015 für den Wiederaufbau des Abschnitts.
The Bentway (früher Project: Under Gardiner) ist eine Initiative, die mehr als vier Hektar (10 Acres) Land unter dem erhöhten Abschnitt des Gardiner Expressway in Toronto, einschließlich des Geländes der Fort York National Historic Site, von unmittelbar westlich der Strachan Avenue bis zur Spadina Avenue, in eine Reihe öffentlicher Plätze verwandelt hat. Das Bentway-Projekt unterstützt die Einwohner Torontos dabei, den brachliegenden Raum unter dem Expressway für Bürgeraktivitäten und für die Ausrichtung vielfältiger Veranstaltungen zu nutzen.

## Verlauf
Im Kreuzungspunkt des Highway 427 und des Queen Elizabeth Way zweigt der Gardiner Expressway geradlinig in östliche Richtung stadteinwärts über den Humber River. Die Stadtautobahn verläuft um die Humber Bucht am nördlich gelegenen High Park vorbei. Südlich vom Gardiner liegen die Bezirke Alderwood und Mimico. An den Mietshochhäusern von Etobicoke zweigen die wichtigen Hauptstraßen The Queensway und der Lake Shore Boulevard ab, die ebenfalls stadteinwärts führen. Östlich der Humber Bucht streift der Expressway das südliche Ende des Bezirks Swansea, verläuft durch Sunnyside und Roncesvalles. Weiter östlich verläuft die Straße an Exhibition Place vorbei in Richtung Downtown. Nördlich der Harbourfront führt sie am Rogers Centre, am CN Tower und dem Air Canada Centre vorbei. Östlich des Distillery District führt der Gardiner über den Don River und ist mit einer Rampe an den Don Valley Parkway angeschlossen.
Bis zur Fußball-Weltmeisterschaft 2026 soll ein großer Abschnitt bis zum Stadion des  Toronto FC fertiggestellt sein.
Der Gardiner Expressway ist bisher rund 20 Kilometer lang.